# Gymnogramma membranacea
Gymnogramma membranacea là một loài dương xỉ trong họ Pteridaceae. Loài này được Blume Hook. mô tả khoa học đầu tiên năm 1864.